# Mambo Nº 5
Mambo Nº 5 és una cançó escrita pel cantant cubà Dámaso Pérez Prado el 1949.
La cançó va ser renovada l'any 1999 per l'alemany Lou Bega que va esdevenir un èxit mundial. Es va fer molt popular i va arribar a ser el número 1 en les llistes musicals de molts països. El juliol de 1999 se n'havien venut 2,2 milions de senzills.